# Feihyla fuhua
Espèce
Feihyla fuhua est une espèce d'amphibiens de la famille des Rhacophoridae.

## Répartition
Cette espèce est endémique de la province du Yunnan en Chine. Elle se rencontre dans le Xian de Pingbian à 1 040 m d'altitude.

## Publication originale
- Fei, Ye, & Jiang, 2010 : A new species of Rhacophoridae from Yunnan, China (Amphibia, Anura). Acta Zootaxonomica Sinica, vol. 35, no 2, p. 413-417.